# (781) Kartvelia
(781) Kartvelia ist ein Asteroid des Hauptgürtels, der am 25. Januar 1914 vom russischen Astronomen Grigori Nikolajewitsch Neuimin in Simejis entdeckt wurde.
Der Name des Asteroiden ist von dem Wort Kartveli abgeleitet, dem georgischen Wort für die Einwohner Georgiens.